# Festival des 3 Continents 1999
Le Festival des 3 Continents 1999, 21e édition du festival, s'est déroulé du 23 au 30 novembre 1999.

## Jury
- Jeanne Balibar : actrice française
- Koukou Chanska : poétesse, écrivaine polonaise
- Émilie Deleuze : réalisatrice française
- Dinara Droukarova : actrice russe
- Georges Goldenstern : créateur d'Arte France Cinéma
- János Szász : réalisateur hongrois

## Sélection

### En compétition
| Titre                                                  | Réalisation             | Pays        |
| ------------------------------------------------------ | ----------------------- | ----------- |
| Aksuat (Аксуат)                                        | Serik Aprymov           | Kazakhstan  |
| Kairee                                                 | Amol Palekar            | Inde        |
| L’Amour des trois oranges (三橘之戀, Sān jú zhī liàn)  | Hung Hung               | Taïwan      |
| Les Coupeurs de bois                                   | Vuong Duc               | Viêt Nam    |
| Luna Papa (Лунный папа)                                | Bakhtiar Khudojnazarov  | Tadjikistan |
| Marchons, marchons, marchons encore (どこまでもいこう) | Akihiko Shiota          | Japon       |
| Red                                                    | Fereydoun Jeyrani       | Iran        |
| Río Escondido                                          | Mercedes García Guevara | Argentine   |
| Shady Grove (シェイディー・グローヴ)                   | Shinji Aoyama           | Japon       |
| Silvia Prieto                                          | Martín Rejtman          | Argentine   |

### Autres programmations
- Hommage à l'actrice indienne Sharmila Tagore
- Les cinéastes arabes du Moyen-Orient [2]

## Palmarès
- Montgolfière d'or : Luna Papa de Bakhtiar Khudojnazarov
- Montgolfière d'argent : Aksuat de Serik Aprymov
- Prix du scénario : Silvia Prieto de Martín Rejtman
- Prix d’interprétation féminine : Rosario Bléfari dans Silvia Prieto
- Prix d’interprétation masculine : Dabit Kurmanbekov dans Aksuat
- Prix du public : Aksuat de Serik Aprymov[2]